# Yokosuka E14Y
Yokosuka E14Y (japanski: 零式小型水上偵察機; saveznički naziv "Glen") bio je izvidnički hidroavion Japanske carske mornarice tijekom Drugog svjetskog rata, kojeg su nosile podmornice, poput "I-25".

## Operativna uporaba
E14Y je upotrebljavan u nekoliko izvidničkih misija tijekom Drugog svjetskog rata. Poznat je i kao jedini japanski zrakoplov koji je ispustio bombe na kopneni teritorij Sjedinjenih Američkih Država tijekom Drugog svjetskog rata. Dana 9. rujna 1942. godine pilot Nobuo Fuđita i član posade Šođi Okuda, poletjeli su s podmornice I-25 koja se približila obali američke savezne države Oregon, te su na američki teritorij ispustili nekoliko bombi od 76 kg, s namjerom da izazovu šumski požar, pri čemu nije zabilježena značajnija šteta.
Ukupno je proizvedeno 126 primjeraka ovog zrakoplova.

## E14Y s atola Kwajalein
Časopis Aviation History je u svom izdanju iz studenog 2008. godine objavio članak da su ronioci pronašli ostatke zrakoplova u olupini japanskog teretnog broda Akibasan Maru, koji je potopljen kod atola "Kwajalein", dana 20. siječnja 1944. godine. Dijelovi zrakoplova su identificirani da pripadaju dvama E14Y1 "Glen" hidroavionima.

## Korisnici
- Japan

## Tehničke karakteristike (E14Y)
Osnovne karakteristike
- posada: 2
- dužina: 8.54 m
- raspon krila: 11 m
- površina krila: 19 m2
- visina: 3.82 m

Letne karakteristike
- najveća brzina: 246 km/h
- ekonomska brzina: 167 km/h
- dolet: 880 km
- najveća visina leta: 5,420 m
- specifično opterećenje krila: 76.3  kg/m 2
- motor: 1 x Hitachi Tempu 12
  - propeler: 1

Naoružanje
- naoružanje: 1 × 7,7 mm zrakoplovna strojnica straga, 4 × 76 kg bombi